# Эстония на летних Олимпийских играх 1992
Эстония принимала участие в Летних Олимпийских играх 1992 года в Барселоне (Испания) в первый раз после восстановления независимости, и завоевала одну золотую, одну бронзовую медали. Сборная страны состояла из 37 спортсменов (33 мужчины, 4 женщины).

## Медалисты
| Медаль | Спортсмен                   | Вид спорта     | Дисциплина           |
| ------ | --------------------------- | -------------- | -------------------- |
| Золото | Эрика Салумяэ               | Велоспорт      | Женщины, спринт      |
| Бронза | Тыну Тынисте Тоомас Тынисте | Парусный спорт | Мужчины, класс «470» |

## Результаты соревнований

### Академическая гребля
В следующий раунд из каждого заезда проходили несколько лучших экипажей (в зависимости от дисциплины). В финал A выходили 6 сильнейших экипажей, остальные разыгрывали места в утешительных финалах B-D.
Мужчины
| Соревнование | Спортсмены | Предварительный заезд | Предварительный заезд | Предварительный заезд | Отборочный заезд | Отборочный заезд | Отборочный заезд | Полуфинал     | Полуфинал     | Полуфинал     | Финал   | Финал   | Итоговое место |
| Соревнование | Спортсмены | Заезд                 | Время                 | Место                 | Заезд            | Время            | Место            | Заезд         | Время         | Место         | Время   | Место   | Итоговое место |
| ------------ | ---------- | --------------------- | --------------------- | --------------------- | ---------------- | ---------------- | ---------------- | ------------- | ------------- | ------------- | ------- | ------- | -------------- |
| одиночки     | Юри Яансон | 2                     | 7:00,85               | 2                     | 3                | 7:05,52          | 1 Q              | Полуфинал A/B | Полуфинал A/B | Полуфинал A/B | Финал A | Финал A | 5              |
| одиночки     | Юри Яансон | 2                     | 7:00,85               | 2                     | 3                | 7:05,52          | 1 Q              | 2             | 6:55,64       | 2 QA          | 7:12,92 | 5       | 5              |

### Велоспорт

#### Шоссейный велоспорт
Мужчины
| Соревнование    | Спортсмен        | Время     | Место | Отставание |
| --------------- | ---------------- | --------- | ----- | ---------- |
| групповая гонка | Лаури Аус        | 4 35' 56" | 5     | +35"       |
| групповая гонка | Райдо Коданипорк | 4 35'56"  | 9     | +35"       |

#### Трековый велоспорт
Женщины
| Соревнование | Спортсмен     | Квалификация   | Квалификация | Раунд 1                       | Утешительный заезд       | Четвертьфинал              | за 5—8 места            | Полуфинал                   | Финал                    | Место |
| Соревнование | Спортсмен     | Время Скорость | Место        | Соперник Время Скорость       | Соперники Время Скорость | Соперники Время Скорость   | Соперник Время Скорость | Соперник Время Скорость     | Соперники Время Скорость | Место |
| ------------ | ------------- | -------------- | ------------ | ----------------------------- | ------------------------ | -------------------------- | ----------------------- | --------------------------- | ------------------------ | ----- |
| спринт       | Эрика Салумяэ | 11.857         | 6 Q          | GERНойман VENLarreal W 12.377 | н/д                      | EUNЕнюхина W 12.192 12.090 | н/д                     | FRAБалланже W 11.937 12.423 | GERНойман W 12.667 12.24 | 1     |